# Kåring
Kåring var en valgmetode ved folketingsvalg i Danmark til valg af folketingsmedlemmer i enkeltmandskredse hvor valget skete ved håndsoprækning. Kåring blev anvendt fra 1849 til 1901. Metoden blev afskaffet i valgloven af 1. februar 1901, hvor man også indførte hemmelige skriftlige valg.
Folketingsvalgene indtil 1901 skete på offentlige valgmøder, typisk på torvet i valgkredsens største by. Ved valgmødet blev kandidaterne først præsenteret af valgbestyrelsens formand, hvorefter de hver holdt en valgtale og svarede på spørgsmål fra forsamlingen under ledelse af valgbestyrelsens formand. Herefter gik man til kåringen, som bestod i at de tilstedeværende ved håndsoprækning tilkendegav hvem de stemte på. Man stemte på kandidaterne i alfabetisk rækkefølge. Valgbestyrelsen erklærede den kandidat valgt som efter deres skøn havde fået flest stemmer.
Efter kåringen var der 15 minutter til at gøre indsigelse. Hvis en anden kandidat end den kårede forlangte det, gik man til mundtlig afstemning. Her gik de tilstedeværende vælgere efter tur til valgbordet og fortalte hvem de stemte på. Stemmen blev noteret ud for vælgerens navn på valglisten med de stemmeberettigede vælgere. Man kunne kun stemme på den kårede og de kandidater som havde tilkendegivet at de ønskede at deltage ved det mundtlige valg. Afstemningen var således offentlig. Der blev først indført hemmelige valg til Folketinget i 1901.

## Valg med kun 1 kandidat
Hvis kun 1 kandidat havde stillet op i valgkredsen, stemte man i stedet for eller imod pågældende kandidat. Kandidaten blev valgt ved kåring hvis han ved håndsoprækningen efter valgbestyrelsens skøn fik flere stemmer for sig end imod sig. Også i dette tilfælde kunne en vraget kandidat kræve mundtlig afstemning. Hvis kandidaten ikke opnåede flertal, skulle der holdes et nyt valgmøde ugen efter. Hvis der ved det nye valgmøde ikke var andre kandidater, blev den første betragtet som valgt ved kåring uden ny afstemning. I 1867 blev valgloven ændret så også 50 vælgere kunne kræve mundtlig afstemning for eller imod en kandidat som var kåret uden modkandidater.

## Anvendelse af kåring
Foruden til folketingsvalg blev der også anvendt kåring ved valgene til Den Grundlovgivende Rigsforsamling 5. oktober 1848. Her fandt kåring sted i 28 ud af 114 valgdistrikter. Valgene til Rigsrådets Folketing i 1864 og 1865 foregik efter de samme regler som valg til Rigsdagens Folketing, så også her anvendtes kåring. De to valg til Rigsrådets Folketing er medtaget i tabellen over anvendelse af kåring herunder.
| Folketingsvalg                                | Antal kredse med kåring |
| --------------------------------------------- | ----------------------- |
| 4. december 1849                              | 43 valgkredse           |
| 4. august 1852                                | 38 valgkredse           |
| 26. februar 1853                              | 36 valgkredse           |
| 27. maj 1853                                  | 57 valgkredse           |
| 1. december 1854                              | 77 valgkredse           |
| 14. august 1855                               | 84 valgkredse           |
| 14. august 1858                               | 46 valgkredse           |
| 14. august 1861                               | 44 valgkredse           |
| 5. marts 1864 (valg til Rigsrådets Folketing) | 53 valgkredse           |
| 7. juni 1864                                  | Statistik mangler       |
| 30. maj 1865 (valg til Rigsrådets Folketing)  | 42 valgkredse           |
| 4. juni 1866                                  | 53 valgkredse           |
| 12. oktober 1866                              | 56 valgkredse           |
| 22. september 1869                            | 48 valgkredse           |
| 20. september 1872                            | 24 valgkredse           |
| 14. november 1873                             | 17 valgkredse           |
| 25. april 1876                                | 32 valgkredse           |
| 3. januar 1879                                | 21 valgkredse           |
| 24. maj 1881                                  | 21 valgkredse           |
| 26. juli 1881                                 | 30 valgkredse           |
| 25. juni 1884                                 | 27 valgkredse           |
| 28. januar 1887                               | 4 valgkredse            |
| 21. januar 1890                               | 8 valgkredse            |
| 20. april 1892                                | 12 valgkredse           |
| 9. april 1895                                 | 6 valgkredse            |
| 5. april 1898                                 | 12 valgkredse           |